# Анарі

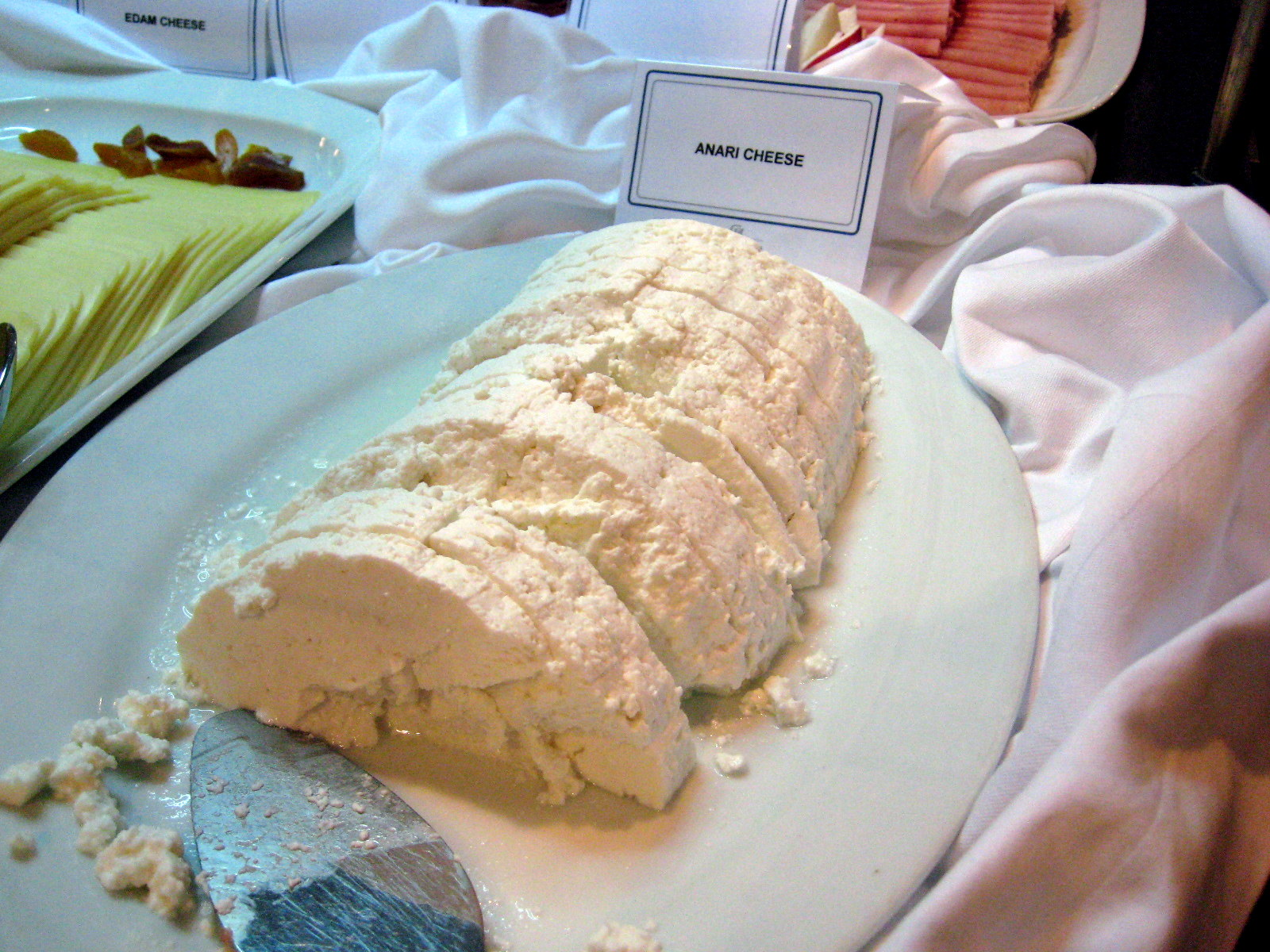

Анарі́ (грец. αναρή, тур. nor) — сир з молочної сироватки, що виготовляється на Кіпрі. Анарі — менш відомий, ніж інші сорти місцевих сирів (наприклад, халумі), проте він набирає популярності завдяки спеціалізованим виставкам та фестивалям сирів; один із місцевих виробників Анарі отримав срібну медаль у 2005 році на всесвітньому заході World Cheese Awards, що проходив у Великій Британії..
При виробництві анарі використовується сироватка, що виділяється під час виготовлення інших сирів — зазвичай халумі або кефалотирі. Сироватка нагрівається до 65 градусів. Далі при цій температурі іноді додається невелика кількість молока (5-10%) для поліпшення якості сиру. Потім температура підвищується і при 80-85 градусах сир починає формуватися у вигляді невеликих шматочків..

## Сорти
При найпростішому рецепті виготовлення, описаному вище, анарі має білий колір і дуже м'яку структуру, схожу на зернений сир і рикотту. Часто в сир додають сіль і потім сушать його на підігріві (у минулому при сушінні його залишали на сонці), тоді виходить дуже твердий сорт сиру, що довго зберігається.

## Використання
- Якщо анарі залишають м'яким, його термін придатності дуже невеликий. Місцеві мешканці їдять його на сніданок із сиропом або медом.
- Бурекія — традиційна випічка на Кіпрі з начинкою з анарі (солоною або солодкою).
- Анарі використовується при виготовленні чизкейків.
- Тверді сорти анарі використовуються для гарнірів, з пастою або для приготування соусів.